# Fabián Carini
Héctor Fabián Carini Hernández (Montevideo, 26 dicembre 1979) è un ex calciatore uruguaiano, di ruolo portiere.

## Caratteristiche
Paragonato al connazionale Roque Máspoli, in gioventù era ritenuto un portiere dalle grandi potenzialità; distintosi suo malgrado per le incertezze tra i pali e nelle uscite, ebbe una carriera molto inferiore alle aspettative.

## Carriera

### Club
Messosi in luce difendendo la porta del Danubio, fu acquistato dalla Juventus nel 2000. A Torino, tuttavia, si ritrovò chiuso nel ruolo dapprima da Van der Sar e poi da Buffon, esordendo in bianconero solo il 31 ottobre 2001, nella trasferta di UEFA Champions League persa sul campo del Celtic per 4-3. Ceduto in prestito allo Standard Liegi nel 2002, riportò 61 presenze durante il biennio belga. Una volta fatto ritorno in Piemonte nel 2004, nella stessa estate passò all'Inter nell'ambito di uno scambio di cartellini con Fabio Cannavaro.
Anche a Milano trovò poco spazio, relegato a riserva dapprima di Toldo e poi di Júlio César. In nerazzurro poté comunque effettuare il suo debuttò in Serie A, il 4 dicembre 2004, nella vittoria interna per 5-0 sul Messina: subentrato a Van der Meyde dopo l'espulsione di Toldo, parò un rigore calciato da Nicola Amoruso. Vincitore della Coppa Italia al termine della stagione 2004-2005, nell'estate seguente passò in prestito al Cagliari. L'esperienza sarda si rivelò deludente sul piano agonistico, con il portiere che conobbe una progressiva emarginazione anche a causa di un rapporto conflittuale con lo spogliatoio.
Rientrato all'Inter nel 2006, vi rimase fino alla scadenza del contratto, quindi nell'estate 2007 si accasò al Real Murcia. Ingaggiato dall'Atlético Mineiro nel settembre 2009, fece ritorno in patria nel dicembre 2010 trasferendosi al Peñarol.
Dopo le esperienze con l'ecuadoregno Deportivo Quito e l'urugaiana Juventud, abbandonò trentasettenne l'attività agonistica per frequenti malanni fisici.

### Nazionale
A livello giovanile ha partecipato a due edizioni del mondiale under 20, la prima nel 1997, da riserva di Gustavo Munúa e senza scendere in campo, e la successiva nel 1999, giocando invece da titolare.
Conta 74 presenze con la nazionale maggiore uruguaiana, tra le cui file ha disputato da titolare il campionato del mondo 2002 e tre edizioni della Copa América.

## Statistiche

### Presenze e reti nei club
| Stagione                | Squadra                 | Campionato              | Campionato | Campionato | Coppe nazionali | Coppe nazionali | Coppe nazionali | Coppe continentali | Coppe continentali | Coppe continentali | Altre coppe | Altre coppe | Altre coppe | Totale | Totale   |
| Stagione                | Squadra                 | Comp                    | Pres       | Reti       | Comp            | Pres            | Reti            | Comp               | Pres               | Reti               | Comp        | Pres        | Reti        | Pres   | Reti     |
| ----------------------- | ----------------------- | ----------------------- | ---------- | ---------- | --------------- | --------------- | --------------- | ------------------ | ------------------ | ------------------ | ----------- | ----------- | ----------- | ------ | -------- |
| 1997-1998               | Danubio                 | PD                      | ?          | -?         | -               | -               | -               | CC                 | ?                  | -?                 | -           | -           | -           | ?      | -?       |
| 1998-1999               | Danubio                 | PD                      | ?          | -?         | -               | -               | -               | -                  | -                  | -                  | -           | -           | -           | ?      | -?       |
| 1999-2000               | Danubio                 | PD                      | ?          | -?         | -               | -               | -               | -                  | -                  | -                  | -           | -           | -           | ?      | -?       |
| Totale Danubio          | Totale Danubio          | Totale Danubio          | ?          | -?         |                 | 0               | -0              |                    | ?                  | -?                 |             | 0           | -0          | ?      | -?       |
| 2000-2001               | Juventus                | A                       | 0          | -0         | CI              | 0               | -0              | UCL                | 0                  | -0                 | -           | -           | -           | 0      | -0       |
| 2001-2002               | Juventus                | A                       | 0          | -0         | CI              | 6               | -8              | UCL                | 2                  | -4                 | -           | -           | -           | 8      | -12      |
| 2002-gen. 2003          | Juventus                | A                       | 0          | -0         | CI              | 0               | -0              | UCL                | 0                  | -0                 | SI          | 0           | -0          | 0      | -0       |
| Totale Juventus         | Totale Juventus         | Totale Juventus         | 0          | -0         |                 | 6               | -8              |                    | 2                  | -4                 |             | 0           | -0          | 8      | -12      |
| gen.-giu. 2003          | Standard Liegi          | D1                      | 29         | -28        | CB              | 4               | -4              | -                  | -                  | -                  | -           | -           | -           | 33     | -32      |
| 2003-2004               | Standard Liegi          | D1                      | 31         | -27; 1     | CB              | 1               | -2              | -                  | -                  | -                  | -           | -           | -           | 32     | -29; 1   |
| Totale Standard Liegi   | Totale Standard Liegi   | Totale Standard Liegi   | 60         | -55; 1     |                 | 5               | -6              |                    | 0                  | -0                 |             | 0           | -0          | 65     | -61; 1   |
| 2004-2005               | Inter                   | A                       | 4          | -3         | CI              | 4               | -2              | UCL                | 1                  | -0                 | -           | -           | -           | 9      | -5       |
| 2005-2006               | Cagliari                | A                       | 8          | -14        | CI              | 0               | -0              | -                  | -                  | -                  | -           | -           | -           | 8      | -14      |
| 2006-2007               | Inter                   | A                       | 0          | -0         | CI              | 0               | -0              | UCL                | 0                  | -0                 | SI          | 0           | -0          | 0      | -0       |
| Totale Inter            | Totale Inter            | Totale Inter            | 4          | -3         |                 | 4               | -2              |                    | 1                  | -0                 |             | 0           | -0          | 9      | -5       |
| 2007-2008               | Real Murcia             | PD                      | 11         | -19        | CR              | 1               | -3              | -                  | -                  | -                  | -           | -           | -           | 12     | -22      |
| 2008-2009               | Real Murcia             | SD                      | 1          | -2         | CR              | 0               | 0               | -                  | -                  | -                  | -           | -           | -           | 1      | -2       |
| Totale Real Murcia      | Totale Real Murcia      | Totale Real Murcia      | 12         | -21        |                 | 1               | -3              |                    | 0                  | -0                 |             | 0           | -0          | 13     | -24      |
| 2009-2010               | Atlético Mineiro        | A                       | 14         | -22        | CB              | 0               | -0              | CS                 | 0                  | -0                 | -           | -           | -           | 14     | -22      |
| 2010-gen. 2011          | Atlético Mineiro        | A                       | 0          | -0         | CB              | 0               | -0              | CS                 | 0                  | -0                 | -           | -           | -           | 0      | 0        |
| Totale Atlético Mineiro | Totale Atlético Mineiro | Totale Atlético Mineiro | 14         | -22        |                 | 0               | -0              |                    | 0                  | -0                 |             | 0           | -0          | 14     | -22      |
| gen.-giu. 2011          | Peñarol                 | PD                      | 4          | -5         | -               | -               | -               | CL                 | 1                  | -3                 | -           | -           | -           | 5      | -8       |
| 2011-2012               | Peñarol                 | PD                      | 20         | -20        | -               | -               | -               | CL                 | 6                  | -9                 | -           | -           | -           | 26     | -29      |
| 2012-2013               | Peñarol                 | PD                      | 0          | .0         | -               | -               | -               | -                  | -                  | -                  | -           | -           | -           | 0      | -0       |
| Totale Peñarol          | Totale Peñarol          | Totale Peñarol          | 24         | -25        |                 | 0               | -0              |                    | 7                  | -12                |             | 0           | -0          | 31     | -37      |
| 2013-2014               | Deportivo Quito         | A                       | 39         | -42        | -               | -               | -               | -                  | -                  | -                  | -           | -           | -           | 39     | -42      |
| 2014-2015               | Juventud                | PD                      | 28         | -34        | -               | -               | -               | -                  | -                  | -                  | -           | -           | -           | 28     | -34      |
| 2015-2016               | Juventud                | PD                      | 27         | -42        | -               | -               | -               | CS                 | 3                  | -2                 | -           | -           | -           | 30     | -44      |
| 2016-2017               | Juventud                | PD                      | 14         | -10; 2     | -               | -               | -               | -                  | -                  | -                  | -           | -           | -           | 14     | -10; 2   |
| Totale Juventud         | Totale Juventud         | Totale Juventud         | 69         | -86; 2     |                 | 0               | -0              |                    | 3                  | -2                 |             | 0           | -0          | 72     | -88; 2   |
| Totale carriera         | Totale carriera         | Totale carriera         | 276+       | -268+; 3   |                 | 12              | -15             |                    | 13+                | -18+               |             | 0           | -0          | 301+   | -301+; 3 |

### Presenze e reti in nazionale
| Cronologia completa delle presenze e delle reti in nazionale ― Uruguay | Cronologia completa delle presenze e delle reti in nazionale ― Uruguay | Cronologia completa delle presenze e delle reti in nazionale ― Uruguay | Cronologia completa delle presenze e delle reti in nazionale ― Uruguay | Cronologia completa delle presenze e delle reti in nazionale ― Uruguay | Cronologia completa delle presenze e delle reti in nazionale ― Uruguay | Cronologia completa delle presenze e delle reti in nazionale ― Uruguay | Cronologia completa delle presenze e delle reti in nazionale ― Uruguay |
| Data                                                                   | Città                                                                  | In casa                                                                | Risultato                                                              | Ospiti                                                                 | Competizione                                                           | Reti                                                                   | Note                                                                   |
| ---------------------------------------------------------------------- | ---------------------------------------------------------------------- | ---------------------------------------------------------------------- | ---------------------------------------------------------------------- | ---------------------------------------------------------------------- | ---------------------------------------------------------------------- | ---------------------------------------------------------------------- | ---------------------------------------------------------------------- |
| 17-6-1999                                                              | Ciudad del Este                                                        | Paraguay                                                               | 2 – 3                                                                  | Uruguay                                                                | Amichevole                                                             | -2                                                                     |                                                                        |
| 1-7-1999                                                               | Asunción                                                               | Uruguay                                                                | 0 – 1                                                                  | Colombia                                                               | Coppa America 1999 - 1º turno                                          | -1                                                                     |                                                                        |
| 4-7-1999                                                               | Luque                                                                  | Uruguay                                                                | 2 – 1                                                                  | Ecuador                                                                | Coppa America 1999 - 1º turno                                          | -1                                                                     |                                                                        |
| 7-7-1999                                                               | Luque                                                                  | Argentina                                                              | 2 – 0                                                                  | Uruguay                                                                | Coppa America 1999 - 1º turno                                          | -2                                                                     |                                                                        |
| 10-7-1999                                                              | Asunción                                                               | Paraguay                                                               | 1 – 1 dts (3 – 5 dtr)                                                  | Uruguay                                                                | Coppa America 1999 - Quarti di finale                                  | -1                                                                     |                                                                        |
| 13-7-1999                                                              | Asunción                                                               | Uruguay                                                                | 1 – 1 dts (5 – 3 dtr)                                                  | Cile                                                                   | Coppa America 1999 - Semifinale                                        | -1                                                                     |                                                                        |
| 18-7-1999                                                              | Asunción                                                               | Brasile                                                                | 3 – 0                                                                  | Uruguay                                                                | Coppa America 1999 - Finale                                            | -3                                                                     |                                                                        |
| 18-8-1999                                                              | Montevideo                                                             | Uruguay                                                                | 5 – 4                                                                  | Costa Rica                                                             | Amichevole                                                             | -4                                                                     |                                                                        |
| 8-9-1999                                                               | Montevideo                                                             | Uruguay                                                                | 2 – 0                                                                  | Venezuela                                                              | Amichevole                                                             | -                                                                      |                                                                        |
| 12-10-1999                                                             | Montevideo                                                             | Uruguay                                                                | 0 – 0                                                                  | Ecuador                                                                | Amichevole                                                             | -                                                                      |                                                                        |
| 29-3-2000                                                              | Montevideo                                                             | Uruguay                                                                | 1 – 0                                                                  | Bolivia                                                                | Qual. Mondiali 2002                                                    | -                                                                      |                                                                        |
| 26-4-2000                                                              | Asunción                                                               | Paraguay                                                               | 1 – 0                                                                  | Uruguay                                                                | Qual. Mondiali 2002                                                    | -1                                                                     |                                                                        |
| 3-6-2000                                                               | Montevideo                                                             | Uruguay                                                                | 2 – 1                                                                  | Cile                                                                   | Qual. Mondiali 2002                                                    | -1                                                                     |                                                                        |
| 28-6-2000                                                              | Rio de Janeiro                                                         | Brasile                                                                | 1 – 1                                                                  | Uruguay                                                                | Qual. Mondiali 2002                                                    | -1                                                                     |                                                                        |
| 18-7-2000                                                              | Montevideo                                                             | Uruguay                                                                | 3 – 1                                                                  | Venezuela                                                              | Qual. Mondiali 2002                                                    | -1                                                                     |                                                                        |
| 26-7-2000                                                              | Montevideo                                                             | Uruguay                                                                | 0 – 0                                                                  | Perù                                                                   | Qual. Mondiali 2002                                                    | -                                                                      |                                                                        |
| 15-8-2000                                                              | Bogotà                                                                 | Colombia                                                               | 1 – 0                                                                  | Uruguay                                                                | Qual. Mondiali 2002                                                    | -1                                                                     |                                                                        |
| 3-9-2000                                                               | Montevideo                                                             | Uruguay                                                                | 4 – 0                                                                  | Ecuador                                                                | Qual. Mondiali 2002                                                    | -                                                                      |                                                                        |
| 8-10-2000                                                              | Buenos Aires                                                           | Argentina                                                              | 2 – 1                                                                  | Uruguay                                                                | Qual. Mondiali 2002                                                    | -2                                                                     |                                                                        |
| 15-11-2000                                                             | La Paz                                                                 | Bolivia                                                                | 0 – 0                                                                  | Uruguay                                                                | Qual. Mondiali 2002                                                    | -                                                                      | 58’                                                                    |
| 28-2-2001                                                              | Capodistria                                                            | Slovenia                                                               | 0 – 2                                                                  | Uruguay                                                                | Amichevole                                                             | -                                                                      |                                                                        |
| 28-3-2001                                                              | Montevideo                                                             | Uruguay                                                                | 0 – 1                                                                  | Paraguay                                                               | Qual. Mondiali 2002                                                    | -1                                                                     |                                                                        |
| 24-4-2001                                                              | Santiago del Cile                                                      | Cile                                                                   | 0 – 1                                                                  | Uruguay                                                                | Qual. Mondiali 2002                                                    | -                                                                      |                                                                        |
| 1-7-2001                                                               | Montevideo                                                             | Uruguay                                                                | 1 – 0                                                                  | Brasile                                                                | Qual. Mondiali 2002                                                    | -                                                                      |                                                                        |
| 14-8-2001                                                              | Maracaibo                                                              | Venezuela                                                              | 2 – 0                                                                  | Uruguay                                                                | Qual. Mondiali 2002                                                    | -2                                                                     |                                                                        |
| 4-9-2001                                                               | Lima                                                                   | Perù                                                                   | 0 – 2                                                                  | Uruguay                                                                | Qual. Mondiali 2002                                                    | -                                                                      | Ammonizione                                                            |
| 7-11-2001                                                              | Quito                                                                  | Ecuador                                                                | 1 – 1                                                                  | Uruguay                                                                | Qual. Mondiali 2002                                                    | -1                                                                     | Ammonizione                                                            |
| 14-11-2001                                                             | Montevideo                                                             | Uruguay                                                                | 1 – 1                                                                  | Argentina                                                              | Qual. Mondiali 2002                                                    | -1                                                                     |                                                                        |
| 20-11-2001                                                             | Melbourne                                                              | Australia                                                              | 1 – 0                                                                  | Uruguay                                                                | Qual. Mondiali 2002                                                    | -1                                                                     |                                                                        |
| 25-11-2001                                                             | Montevideo                                                             | Uruguay                                                                | 3 – 0                                                                  | Australia                                                              | Qual. Mondiali 2002                                                    | -                                                                      | 90’                                                                    |
| 13-2-2002                                                              | Montevideo                                                             | Uruguay                                                                | 2 – 1                                                                  | Corea del Sud                                                          | Amichevole                                                             | -1                                                                     |                                                                        |
| 27-3-2002                                                              | Riyad                                                                  | Arabia Saudita                                                         | 3 – 2                                                                  | Uruguay                                                                | Amichevole                                                             | -3                                                                     |                                                                        |
| 17-4-2002                                                              | Milano                                                                 | Italia                                                                 | 1 – 1                                                                  | Uruguay                                                                | Amichevole                                                             | -                                                                      | 63’                                                                    |
| 16-5-2002                                                              | Shenyang                                                               | Cina                                                                   | 0 – 2                                                                  | Uruguay                                                                | Amichevole                                                             | -                                                                      |                                                                        |
| 21-5-2002                                                              | Singapore                                                              | Singapore                                                              | 1 – 2                                                                  | Uruguay                                                                | Amichevole                                                             | -                                                                      | 46’                                                                    |
| 1-6-2002                                                               | Ulsan                                                                  | Uruguay                                                                | 1 – 2                                                                  | Danimarca                                                              | Mondiali 2002 - 1º turno                                               | -2                                                                     |                                                                        |
| 6-6-2002                                                               | Pusan                                                                  | Francia                                                                | 0 – 0                                                                  | Uruguay                                                                | Mondiali 2002 - 1º turno                                               | -                                                                      |                                                                        |
| 11-6-2002                                                              | Suwon                                                                  | Senegal                                                                | 3 – 3                                                                  | Uruguay                                                                | Mondiali 2002 - 1º turno                                               | -3                                                                     | 19’                                                                    |
| 28-3-2003                                                              | Tokyo                                                                  | Giappone                                                               | 2 – 2                                                                  | Uruguay                                                                | Amichevole                                                             | -2                                                                     |                                                                        |
| 17-8-2005                                                              | Gijón                                                                  | Spagna                                                                 | 2 – 0                                                                  | Uruguay                                                                | Amichevole                                                             | -2                                                                     |                                                                        |
| 4-9-2005                                                               | Montevideo                                                             | Uruguay                                                                | 3 – 2                                                                  | Colombia                                                               | Qual. Mondiali 2006                                                    | -2                                                                     |                                                                        |
| 8-10-2005                                                              | Quito                                                                  | Ecuador                                                                | 0 – 0                                                                  | Uruguay                                                                | Qual. Mondiali 2006                                                    | -                                                                      |                                                                        |
| 12-10-2005                                                             | Montevideo                                                             | Uruguay                                                                | 1 – 0                                                                  | Argentina                                                              | Qual. Mondiali 2006                                                    | -                                                                      |                                                                        |
| 12-11-2005                                                             | Montevideo                                                             | Uruguay                                                                | 1 – 0                                                                  | Australia                                                              | Qual. Mondiali 2006                                                    | -                                                                      |                                                                        |
| 16-11-2005                                                             | Sydney                                                                 | Australia                                                              | 1 – 0 dts (4 – 2 dtr)                                                  | Uruguay                                                                | Qual. Mondiali 2006                                                    | -1                                                                     |                                                                        |
| 1-3-2006                                                               | Liverpool                                                              | Inghilterra                                                            | 2 – 1                                                                  | Uruguay                                                                | Amichevole                                                             | -                                                                      | 46’                                                                    |
| 21-5-2006                                                              | East Rutherford                                                        | Irlanda del Nord                                                       | 0 – 1                                                                  | Uruguay                                                                | Amichevole                                                             | -                                                                      |                                                                        |
| 23-5-2006                                                              | Los Angeles                                                            | Romania                                                                | 0 – 2                                                                  | Uruguay                                                                | Amichevole                                                             | -                                                                      |                                                                        |
| 27-5-2006                                                              | Belgrado                                                               | Serbia e Montenegro                                                    | 1 – 1                                                                  | Uruguay                                                                | Amichevole                                                             | -                                                                      |                                                                        |
| 30-5-2006                                                              | Radès                                                                  | Libia                                                                  | 1 – 2                                                                  | Uruguay                                                                | LG Cup 2006 (Tunisia) - Semifinale                                     | -1                                                                     | cap.                                                                   |
| 2-6-2006                                                               | Radès                                                                  | Tunisia                                                                | 0 – 0 dts (1 – 3 dtr)                                                  | Uruguay                                                                | LG Cup 2006 (Tunisia) - Finale                                         | -                                                                      | cap.                                                                   |
| 16-8-2006                                                              | Alessandria d'Egitto                                                   | Egitto                                                                 | 0 – 2                                                                  | Uruguay                                                                | Amichevole                                                             | -                                                                      |                                                                        |
| 27-9-2006                                                              | Maracaibo                                                              | Venezuela                                                              | 1 – 0                                                                  | Uruguay                                                                | Amichevole                                                             | -1                                                                     | cap.                                                                   |
| 18-10-2006                                                             | Montevideo                                                             | Uruguay                                                                | 4 – 0                                                                  | Venezuela                                                              | Amichevole                                                             | -                                                                      | cap.                                                                   |
| 15-11-2006                                                             | Tbilisi                                                                | Georgia                                                                | 2 – 0                                                                  | Uruguay                                                                | Amichevole                                                             | -2                                                                     |                                                                        |
| 7-2-2007                                                               | Cucuta                                                                 | Colombia                                                               | 1 – 3                                                                  | Uruguay                                                                | Amichevole                                                             | -1                                                                     | cap.                                                                   |
| 24-3-2007                                                              | Seul                                                                   | Corea del Sud                                                          | 0 – 2                                                                  | Uruguay                                                                | Amichevole                                                             | -                                                                      |                                                                        |
| 1-6-2007                                                               | Sydney                                                                 | Australia                                                              | 1 – 2                                                                  | Uruguay                                                                | Amichevole                                                             | -1                                                                     |                                                                        |
| 27-6-2007                                                              | Mérida                                                                 | Uruguay                                                                | 0 – 3                                                                  | Perù                                                                   | Coppa America 2007 - 1º turno                                          | -3                                                                     |                                                                        |
| 30-6-2007                                                              | San Cristóbal                                                          | Bolivia                                                                | 0 – 1                                                                  | Uruguay                                                                | Coppa America 2007 - 1º turno                                          | -                                                                      |                                                                        |
| 3-7-2007                                                               | Mérida                                                                 | Venezuela                                                              | 0 – 0                                                                  | Uruguay                                                                | Coppa America 2007 - 1º turno                                          | -                                                                      |                                                                        |
| 7-7-2007                                                               | San Cristóbal                                                          | Venezuela                                                              | 1 – 4                                                                  | Uruguay                                                                | Coppa America 2007 - Quarti di finale                                  | -1                                                                     |                                                                        |
| 11-7-2007                                                              | Maracaibo                                                              | Uruguay                                                                | 2 – 2 dts (6 – 7 dtr)                                                  | Brasile                                                                | Coppa America 2007 - Semifinale                                        | -2                                                                     |                                                                        |
| 14-7-2007                                                              | Caracas                                                                | Uruguay                                                                | 1 – 3                                                                  | Messico                                                                | Coppa America 2007 - Finale 3º posto                                   | -3                                                                     |                                                                        |
| 13-10-2007                                                             | Montevideo                                                             | Uruguay                                                                | 5 – 0                                                                  | Bolivia                                                                | Qual. Mondiali 2010                                                    | -                                                                      |                                                                        |
| 18-10-2007                                                             | Asunción                                                               | Paraguay                                                               | 1 – 0                                                                  | Uruguay                                                                | Qual. Mondiali 2010                                                    | -1                                                                     |                                                                        |
| 18-11-2007                                                             | Montevideo                                                             | Uruguay                                                                | 2 – 2                                                                  | Cile                                                                   | Qual. Mondiali 2010                                                    | -2                                                                     |                                                                        |
| 22-11-2007                                                             | San Paolo                                                              | Brasile                                                                | 2 – 1                                                                  | Uruguay                                                                | Qual. Mondiali 2010                                                    | -2                                                                     |                                                                        |
| 6-2-2008                                                               | Montevideo                                                             | Uruguay                                                                | 2 – 2                                                                  | Colombia                                                               | Amichevole                                                             | -1                                                                     |                                                                        |
| 25-5-2008                                                              | Bochum                                                                 | Turchia                                                                | 2 – 3                                                                  | Uruguay                                                                | Amichevole                                                             | -2                                                                     | cap.                                                                   |
| 28-5-2008                                                              | Oslo                                                                   | Norvegia                                                               | 2 – 2                                                                  | Uruguay                                                                | Amichevole                                                             | -2                                                                     | cap.                                                                   |
| 14-6-2008                                                              | Montevideo                                                             | Uruguay                                                                | 1 – 1                                                                  | Venezuela                                                              | Qual. Mondiali 2010                                                    | -1                                                                     |                                                                        |
| 19-11-2008                                                             | Parigi                                                                 | Francia                                                                | 0 – 0                                                                  | Uruguay                                                                | Amichevole                                                             | -                                                                      |                                                                        |
| 11-2-2009                                                              | Tripoli                                                                | Libia                                                                  | 2 – 3                                                                  | Uruguay                                                                | Amichevole                                                             | -1                                                                     | 46’                                                                    |
| Totale                                                                 |                                                                        | Presenze                                                               | 74                                                                     |                                                                        | Reti                                                                   | -72                                                                    |                                                                        |

| Cronologia completa delle presenze e delle reti in nazionale ― Uruguay under 20 | Cronologia completa delle presenze e delle reti in nazionale ― Uruguay under 20 | Cronologia completa delle presenze e delle reti in nazionale ― Uruguay under 20 | Cronologia completa delle presenze e delle reti in nazionale ― Uruguay under 20 | Cronologia completa delle presenze e delle reti in nazionale ― Uruguay under 20 | Cronologia completa delle presenze e delle reti in nazionale ― Uruguay under 20 | Cronologia completa delle presenze e delle reti in nazionale ― Uruguay under 20 | Cronologia completa delle presenze e delle reti in nazionale ― Uruguay under 20 |
| Data                                                                            | Città                                                                           | In casa                                                                         | Risultato                                                                       | Ospiti                                                                          | Competizione                                                                    | Reti                                                                            | Note                                                                            |
| ------------------------------------------------------------------------------- | ------------------------------------------------------------------------------- | ------------------------------------------------------------------------------- | ------------------------------------------------------------------------------- | ------------------------------------------------------------------------------- | ------------------------------------------------------------------------------- | ------------------------------------------------------------------------------- | ------------------------------------------------------------------------------- |
| 5-4-1999                                                                        | Enugu                                                                           | Uruguay under 20                                                                | 1 – 2                                                                           | Mali under 20                                                                   | Mondiali Under-20 1999 - 1º turno                                               | -2                                                                              |                                                                                 |
| 8-4-1999                                                                        | Enugu                                                                           | Uruguay under 20                                                                | 1 – 0                                                                           | Corea del Sud under 20                                                          | Mondiali Under-20 1999 - 1º turno                                               | -                                                                               |                                                                                 |
| 11-4-1999                                                                       | Enugu                                                                           | Uruguay under 20                                                                | 0 – 0                                                                           | Portogallo under 20                                                             | Mondiali Under-20 1999 - 1º turno                                               | -                                                                               |                                                                                 |
| 14-4-1999                                                                       | Lagos                                                                           | Paraguay under 20                                                               | 2 – 2 dts (9 - 10 dtr)                                                          | Uruguay under 20                                                                | Mondiali Under-20 1999 - Ottavi di finale                                       | -2                                                                              |                                                                                 |
| 18-4-1999                                                                       | Lagos                                                                           | Uruguay under 20                                                                | 2 – 1                                                                           | Brasile under 20                                                                | Mondiali Under-20 1999 - Quarti di finale                                       | -1                                                                              |                                                                                 |
| 21-4-1999                                                                       | Lagos                                                                           | Uruguay under 20                                                                | 1 – 2                                                                           | Giappone under 20                                                               | Mondiali Under-20 1999 - Semifinale                                             | -2                                                                              |                                                                                 |
| 24-4-1999                                                                       | Lagos                                                                           | Uruguay under 20                                                                | 0 – 1                                                                           | Mali under 20                                                                   | Mondiali Under-20 1999 - Finale 3º posto                                        | -1                                                                              |                                                                                 |
| Totale                                                                          |                                                                                 | Presenze                                                                        | 7                                                                               |                                                                                 | Reti                                                                            | -8                                                                              |                                                                                 |

## Palmarès
- Campionato italiano: 2

Juventus: 2001-2002
Inter: 2006-2007
- Supercoppa italiana: 2

Juventus: 2002
Inter: 2006
- Coppa Italia: 1

Inter: 2004-2005